# Jana Kaňková
Jana Kaňková (* 3. května 1942) je bývalá česká a československá politička Komunistické strany Československa, poslankyně Sněmovny národů Federálního shromáždění a České národní rady na počátku normalizace.

## Biografie
Původním povolání byla dělnice. Absolvovala jedenáctiletou školu a k roku 1969 se uvádí jako dálková studentka Vysoké školy ekonomické. Pracovala jako referentka organizace a techniky řízení v národním podniku SVIT Gottwaldov. Bydlela v Gottwaldově, byla členkou Ústředního výboru ČSM. Byl jí udělen zlatý odznak J. Fučíka.
Po provedení federalizace Československa usedla do Sněmovny národů Federálního shromáždění. Do federálního parlamentu ji nominovala Česká národní rada, v níž rovněž zasedla v té době (listopad 1969). Ve FS setrvala do konce funkčního období parlamentu, tedy do voleb roku 1971.
K roku 1989 se uvádí jako místopředsedkyně ONV V Gottwaldově. Na oslavách výročí VŘSR v listopadu 1989, tedy jen pár dní před sametovou revolucí, zde prohlásila, že „ideje Velké říjnové socialistické revoluce a první dekrety nové sovětské moci otevřely i před naší dělnickou třídou a našimi národy nové perspektivy.“ K roku 2012 se Jana Kaňková uvádí v Krajské radě KSČM Zlín.